# سارة سمول
سارة سمول (بالإنجليزية: Sarah Small)‏ هي فنانة أمريكية، ولدت في 1979 في واشنطن العاصمة في الولايات المتحدة.